# Большой Ковш (залив)
Большой Ковш (фин. Salakkalahti) — водоём, часть Выборгского залива, по берегам которого расположен город Выборг Ленинградской области Российской Федерации. Соединяется Крепостным проливом с Выборгским заливом и Защитной бухтой.

## История
После основания Выборгского замка бухта, расположенная за пределами городской стены, использовалась в качестве северной гавани торговых судов Выборгского порта. Финское название Salakkalahti переводится как «Уклейковый залив»; до XIX века воды залива доходили до территории современной Красной площади. Направление современной Вокзальной улицы примерно соответствует очертаниям береговой линии того времени.
Но в ходе работ по формированию инфраструктуры открытого в 1856 году Сайменского канала в соответствии с генеральным планом развития Выборга 1861 года, разработанным выборгским губернским землемером Б. О. Нюмальмом, были разобраны куртины Рогатой крепости, а стройматериалы использованы для засыпки части бухты Салакка-Лахти. На отвоёванных у залива землях были проложены Александровская перспектива (ныне Ленинградский проспект) и улица Салаккалахти (ныне набережная 40-летия ВЛКСМ), придавшие береговой линии прямоугольную форму. После открытия в 1870 году новой железной дороги Санкт-Петербург — Гельсингфорс по берегу бухты от Выборгского вокзала до городского порта была проложена железнодорожная ветка для перевозки товаров пришвартованных судов, в связи с чем береговая линия приобрела округлые очертания. Вдоль набережной располагались складские помещения, самым большим из которых стало здание компании «Саво-Карельская оптовая торговля». Среди других построек важное место заняли доходный дом Сергеевых, здание компании «SOK» и Выборгский автовокзал с примыкающей автостоянкой.
В зимнее время на льду залива устраивался каток, использовавшийся для тренировок такими спортивными клубами, как Судет. Проводились на нём и такие важные спортивные соревнования, как Чемпионат Европы по конькобежному спорту (1933 год).
Дальнейшее развитие портовых сооружений связано со строительством в первой половине XX века пирса, разделившего бухту на две части, получившие после советско-финских войн (1939—1940, 1941—1944) названия Большой Ковш и Малый Ковш. Вместе с тем, название «Салакка-Лахти» также продолжает употребляться в литературе.

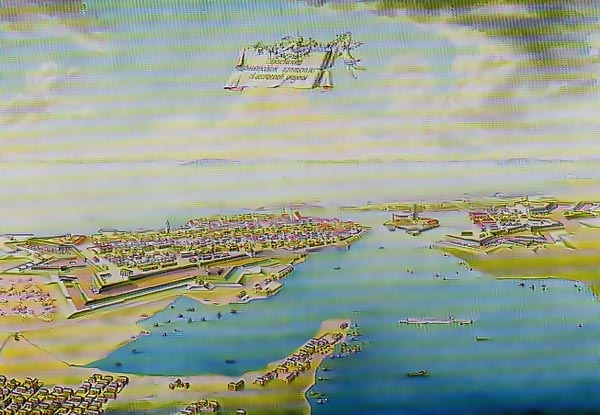
Бухта в XVIII веке
На плане Выборга 1802 года указана «губа Салакалахти»
План 1861 года, согласно которому выпрямлены очертания береговой линии
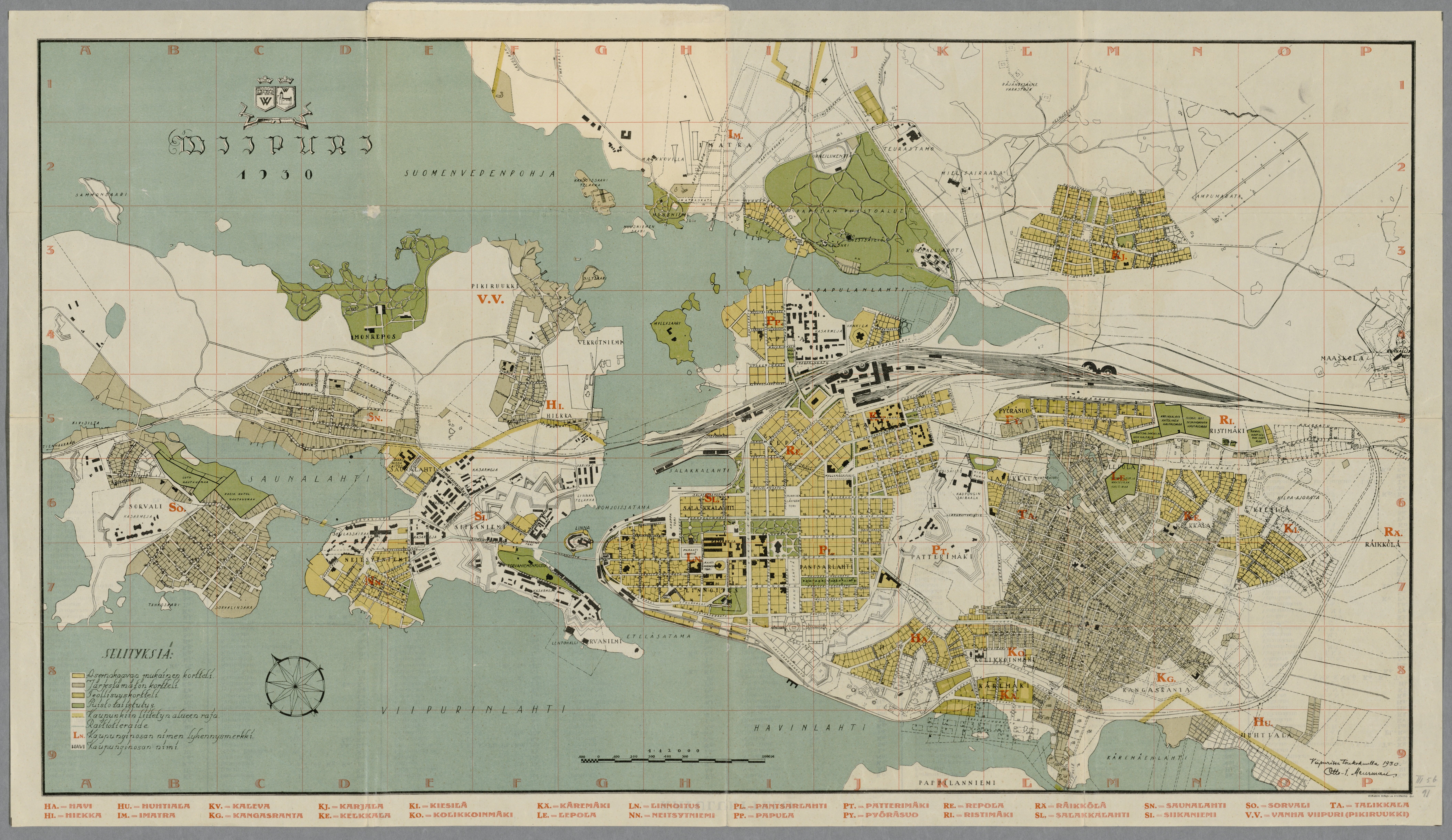
На плане Выборга 1930 года бухта приобрела ковшеобразные очертания и разделена пирсами

В послевоенное время Сайменский канал не функционировал до 1968 года, когда его подходный фарватер был перенесён в Гвардейский пролив, через который были сооружены мосты Дружбы — железнодорожный и автомобильный. В новых условиях Северная гавань утратила значение для торговли. В связи с этим прибрежная железнодорожная ветка была разобрана, а на набережной имени 40-летия Комсомола установлена чугунная решётка и разбит парк, ставший традиционным местом проведения культурно-массовых мероприятий, организуемых руководством Центрального парка культуры и отдыха. Однако, несмотря на превращение портовой зоны в место отдыха, подъёмные механизмы сохранялись на мостах через Крепостной пролив до конца XX века. Последним крупным судном, проведённым в бухту до демонтажа подъёмных механизмов на мостах через пролив, стал теплоход «Короленко», в котором с 1992 года размещалась плавучая гостиница (сгорела в 2017 году).
У бывшего пирса в северной части залива построено здание гостиницы «Дружба», рядом с которой установлены копии драккаров, напоминающие о фильме «И на камнях растут деревья», снятом в окрестностях Выборга. На южном берегу залива размещена лодочная станция; в летнее время в бухте работает фонтан, смонтированный в 2006 году. В качестве своеобразной достопримечательности рассматривается и розовая модель старинного велосипеда, установленная в 2015 году на одном из валунов, выступающих над поверхностью воды.

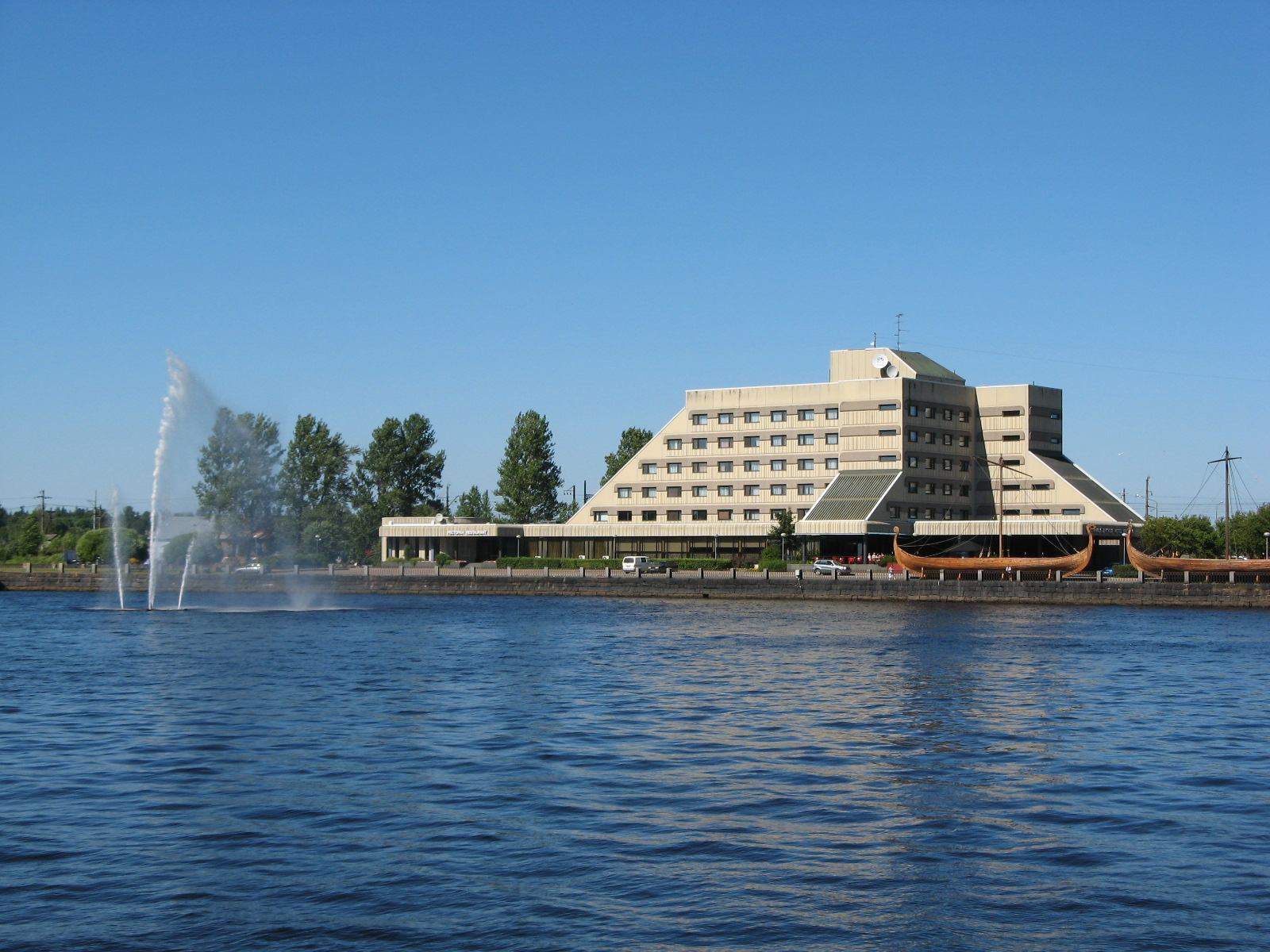
Фонтан, гостиница «Дружба» и драккары
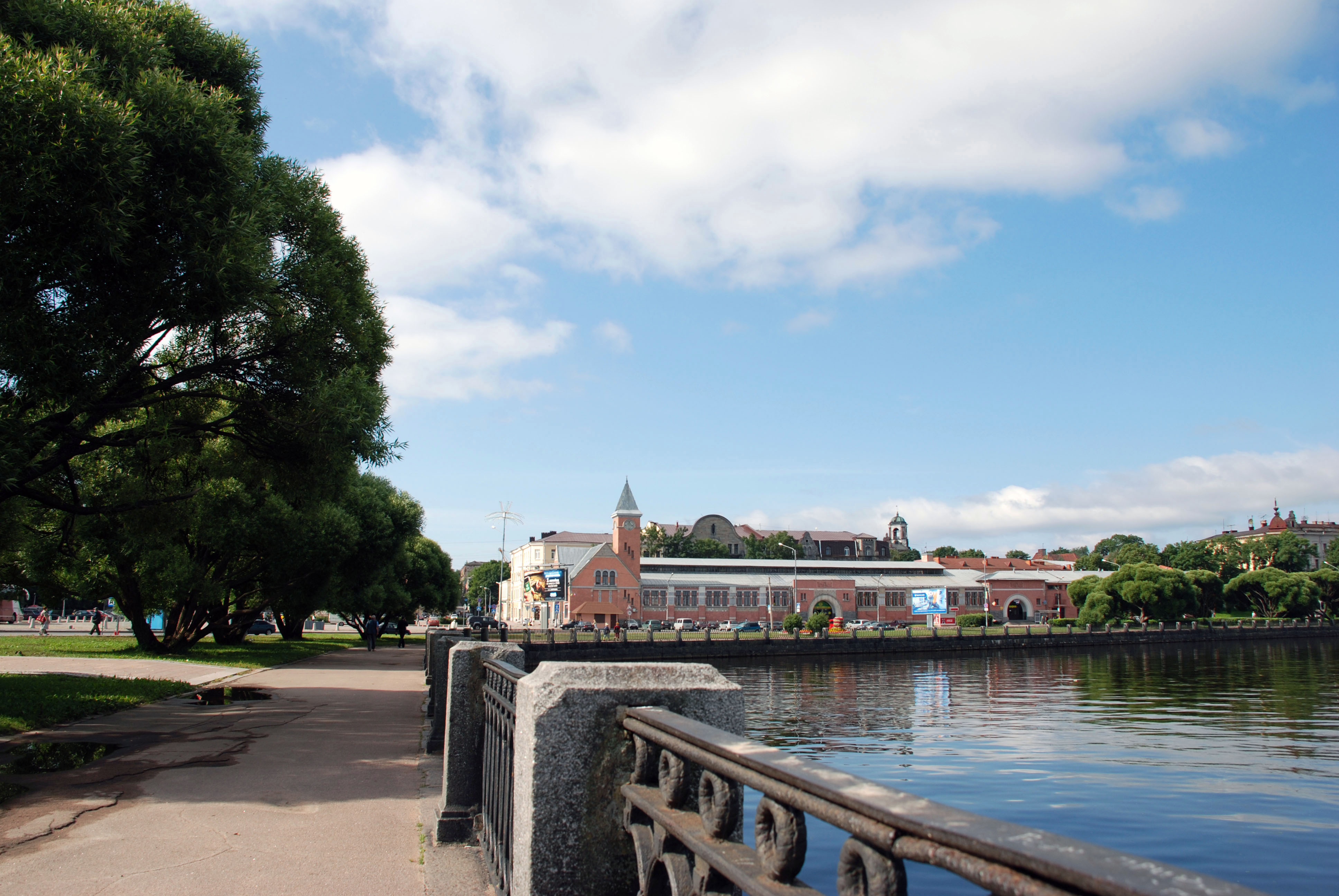
Выборгский рынок
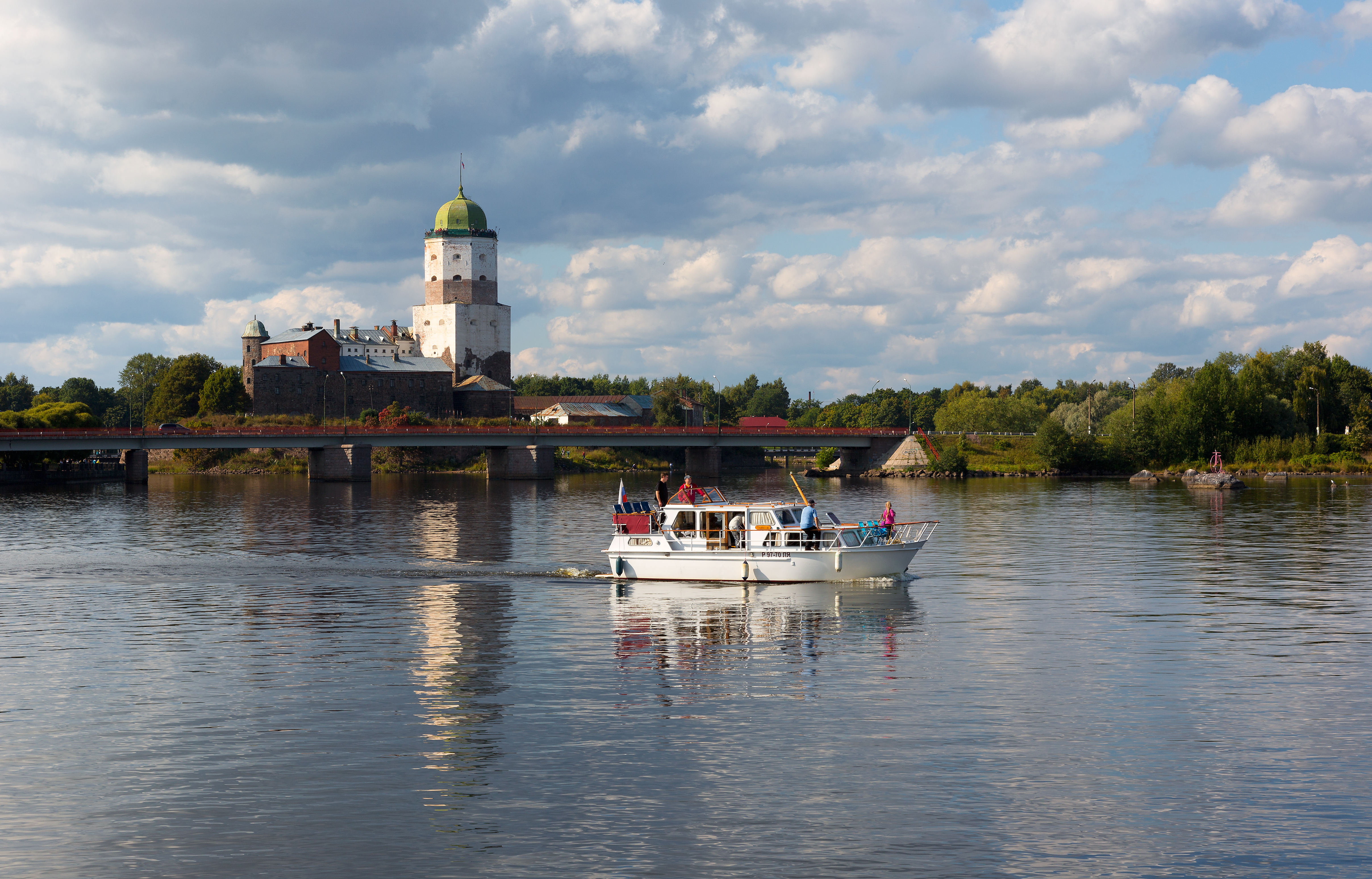
Катер на фоне Выборгского замка и модели велосипеда
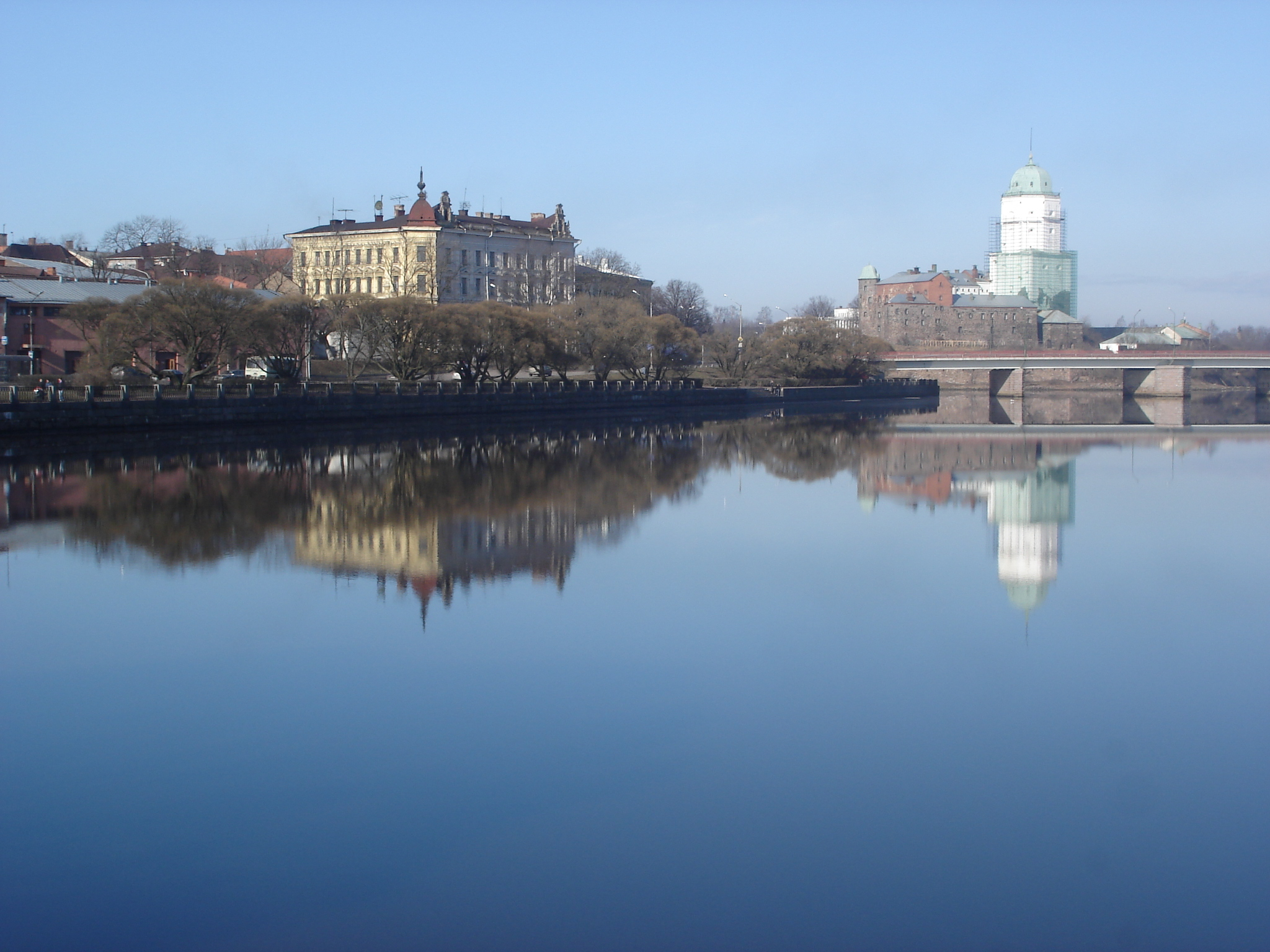
Доходный дом Хакмана
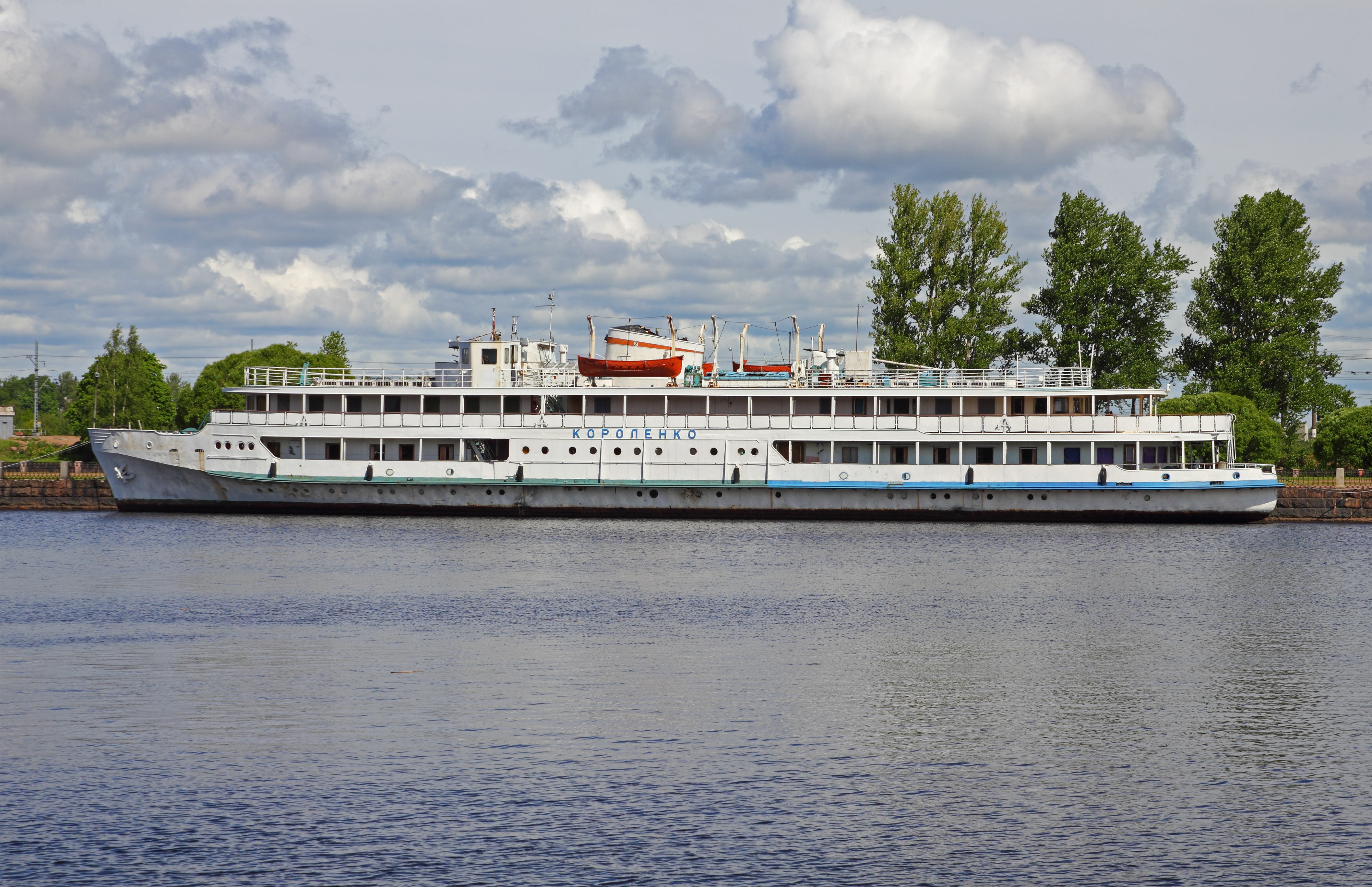
Гостиница «Короленко»
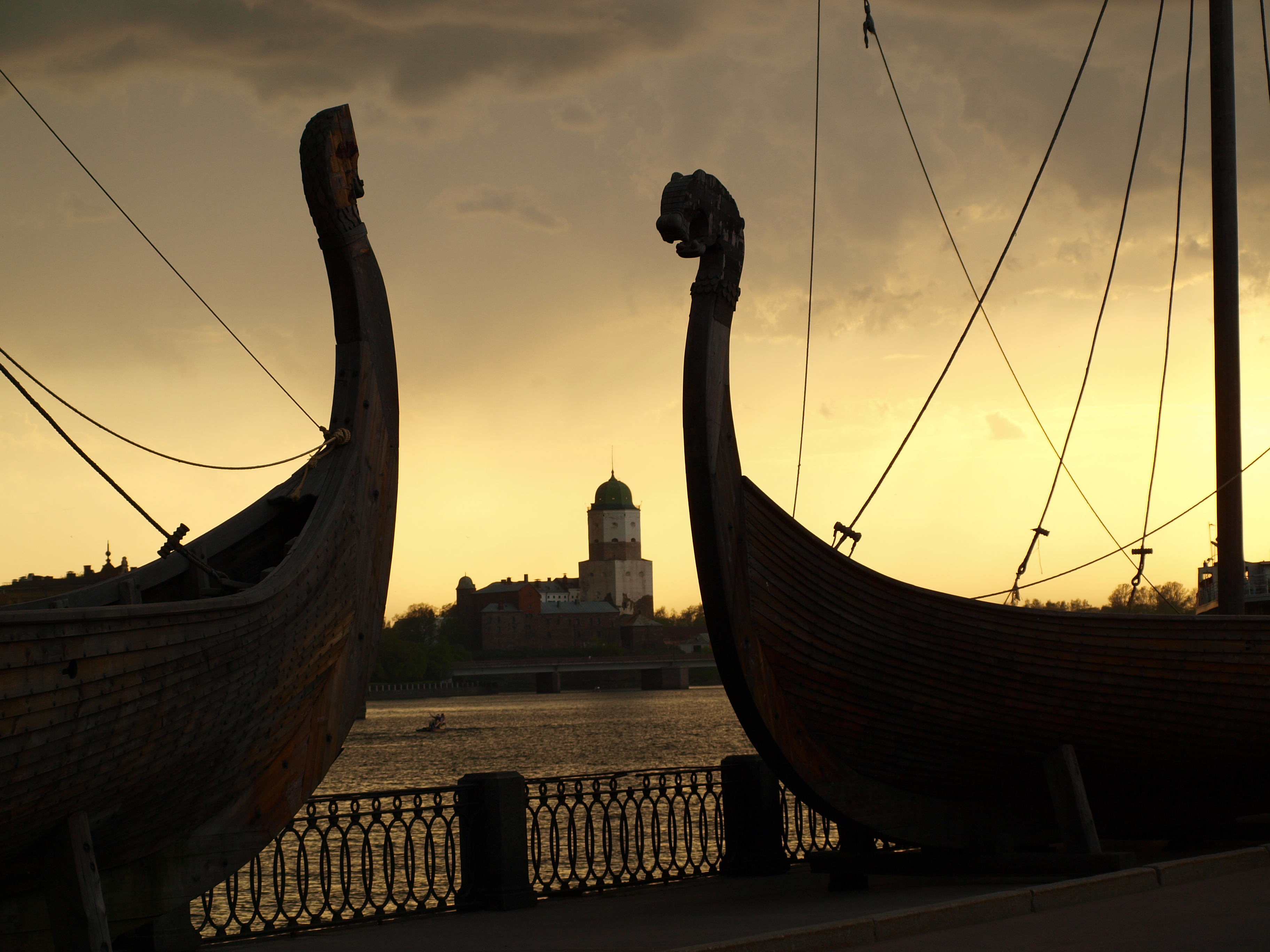
Драккары и башня Святого Олафа